# Združeno kraljestvo na Svetovnem prvenstvu v hokeju na ledu 2009
Združeno kraljestvo na Svetovnem prvenstvu v hokeju na ledu 2009 D1, ki je potekalo med 11. in 17. aprilom 2009 v poljskem mestu Torunu. V elitno skupino svetovnega hokeja je vodilo prvo mesto na turnirju. 

## Postava
- Selektor: Paul Thompson (pomočnika: Rob Wilson in David Matsos)
- Vratarji: Nathan Craze, Jody Lehman, Stephen Lyle, Stephen Murphy
- Branilci: Kyle Horne, Leigh Jamieson, Shane Johnson, Daniel Meyers, Ben O'Conner, David Phillips, Mark Thomas, Graeme Walton, Thomas Watkins, Jonathan Weaver
- Napadalci: Greg Chambers, David Clarke, Russell Cowley, Robert Dowd, Jason Hewitt, Phillip Hill, Marc Levers, David Longstaff, Lee Mitchell, Matthew Myers, Gregory Owen, Jonathan Phillips, Mark Richardson, Colin Shields, Ashley Tait, Steven Thornton

## Tekme
| 11. april 2009 | Združeno kraljestvo | 2 - 4 | Ukrajina | Torun Arena, Torun |

| Poročilo tekme | Poročilo tekme                                           | Poročilo tekme         | Poročilo tekme | Poročilo tekme                      |
| -------------- | -------------------------------------------------------- | ---------------------- | --- | ----------------------------------- |
| Začetek: 13:00 | Clarke (Chambers) 28:43 Meyers (Shields, Dowd) PP1 48:41 | ( 0 - 0, 1 - 1, 1 - 3) | Šafarenko (Djačenko, Cirul) 38:46 Litvinenko (Šakrajčuk, Sriubko) SH1 47:51 Varlamov (Matvičuk, Mikinov) 56:33 Litvinenko (Salnikov, Šakrajčuk) 57:49 | Gledalci: 510 Sodnik: Eduards Odins |

| 13. april 2009 | Italija | 5 - 2 | Združeno kraljestvo | Torun Arena, Torun |

| Poročilo tekme | Poročilo tekme | Poročilo tekme         | Poročilo tekme                                 | Poročilo tekme                    |
| -------------- | --- | ---------------------- | ---------------------------------------------- | --------------------------------- |
| Začetek: 13:00 | Johnson (Souza) 09:37 Marchetti 10:52 Iori (Zisser, de Toni) 19:33 Margoni (Pichler, Johnson) SH1 29:58 Iannone (Zisser) 34:12 | ( 3 - 0, 2 - 1, 0 - 1) | Shields (Cowley) 38:55 Dowd (Clarke) PP2 46:00 | Gledalci: 710 Sodnik: Scott Bokal |

| 14. april 2009 | Romunija | 0 - 8 | Združeno kraljestvo | Torun Arena, Torun |

| Poročilo tekme | Poročilo tekme | Poročilo tekme         | Poročilo tekme | Poročilo tekme                        |
| -------------- | -------------- | ---------------------- | --- | ------------------------------------- |
| Začetek: 16:30 |                | ( 0 - 0, 0 - 3, 0 - 5) | Chambers (Weaver) PP1 23:30 Weaver (Phillips, Chambers) 30:42 Shields (Myers, Cowley) 39:16 Myers (Shields, Cowley) 44:11 Phillips (Cowley, Myers) SH1 50:12 O'Connor (Chambers, Longstaff) 52:24 Clarke (Chambers, Weaver) PP1 58:47 Clarke (Owen, Tait) 59:23 | Gledalci: 530 Sodnik: Martin Reichert |

| 16. april 2009 | Združeno kraljestvo | 3 - 2 | Nizozemska | Torun Arena, Torun |

| Poročilo tekme | Poročilo tekme                                                                            | Poročilo tekme         | Poročilo tekme                                                               | Poročilo tekme                    |
| -------------- | ----------------------------------------------------------------------------------------- | ---------------------- | ---------------------------------------------------------------------------- | --------------------------------- |
| Začetek: 13:00 | Hill (Thomas, Hewitt) 08:34 Longstaff (Dowd, Chambers) 15:41 Tait (Shields, Clarke) 17:26 | ( 3 - 0, 0 - 1, 0 - 1) | Schaafsma (Verbruggen, Demelinne) 22:54 Schaafsma (Willemse, Korthuis) 57:28 | Gledalci: 695 Sodnik: Scott Bokal |

| 17. april 2009 | Poljska | 1 - 2 (OT) | Združeno kraljestvo | Torun Arena, Torun |

| Poročilo tekme | Poročilo tekme                        | Poročilo tekme                | Poročilo tekme                                        | Poročilo tekme                          |
| -------------- | ------------------------------------- | ----------------------------- | ----------------------------------------------------- | --------------------------------------- |
| Začetek: 20:00 | Lopuski (Piekarski, Zapala) PP1 44:08 | ( 0 - 0, 0 - 1, 1 - 0, 0 - 1) | Longstaff (Chambers, Owen) 30:58 Tait (Shields) 61:54 | Gledalci: 2705 Sodnik: Morgan Johansson |

## Seznam reprezentantov s statistiko

### Vratarji
| #  | Igralec     | OT | OMIN | PG | PGT  | KM | PPPG | PSHG |
| 29 | Jody Lehman | 5  | 262  | 10 | 2,29 | 0  | 1    | 1    |
| 30 | Stevie Lyle | 5  | 40   | 2  | 2,97 | 0  | 1    | 1    |
| -- | ----------- | -- | ---- | -- | ---- | -- | ---- | ---- |

### Drsalci
| #  | Igralec         | OT | DG | DA | TOČ | DGT | DAT | DPPG | DPPGT | DSHG | DSHGT | KM |
| 4  | Shane Johnson   | 5  | 0  | 0  | 0   | 0   | 0   | 0    | 0     | 0    | 0     | 6  |
| 5  | David Clarke    | 5  | 3  | 2  | 5   | 0,6 | 0,4 | 1    | 0,2   | 0    | 0     | 2  |
| 7  | Jason Hewitt    | 5  | 0  | 1  | 1   | 0   | 0,2 | 0    | 0     | 0    | 0     | 2  |
| 8  | Matt Myers      | 5  | 1  | 2  | 3   | 0,2 | 0,4 | 0    | 0     | 0    | 0     | 10 |
| 9  | Greg Owen       | 5  | 0  | 2  | 2   | 0   | 0,4 | 0    | 0     | 0    | 0     | 2  |
| 10 | Mark Richardson | 5  | 0  | 0  | 0   | 0   | 0   | 0    | 0     | 0    | 0     | 0  |
| 11 | Phillip Hill    | 5  | 1  | 0  | 1   | 0,2 | 0   | 0    | 0     | 0    | 0     | 0  |
| 12 | Robert Dowd     | 5  | 1  | 2  | 3   | 0,2 | 0,4 | 1    | 0,2   | 0    | 0     | 4  |
| 13 | David Phillips  | 5  | 1  | 1  | 2   | 0,2 | 0,2 | 0    | 0     | 1    | 0,2   | 2  |
| 14 | Jonathan Weaver | 5  | 1  | 2  | 3   | 0,2 | 0,4 | 0    | 0     | 0    | 0     | 4  |
| 15 | Tom Watkins     | 5  | 0  | 0  | 0   | 0   | 0   | 0    | 0     | 0    | 0     | 2  |
| 17 | Russell Cowley  | 5  | 0  | 4  | 4   | 0   | 0,8 | 0    | 0     | 0    | 0     | 0  |
| 18 | Graeme Walton   | 5  | 0  | 0  | 0   | 0   | 0   | 0    | 0     | 0    | 0     | 0  |
| 19 | Colin Shields   | 5  | 2  | 4  | 6   | 0,4 | 0,8 | 0    | 0     | 0    | 0     | 14 |
| 21 | Ashley Tait     | 5  | 2  | 1  | 3   | 0,4 | 0,2 | 0    | 0     | 0    | 0     | 4  |
| 22 | Mark Thomas     | 5  | 0  | 1  | 1   | 0   | 0,2 | 0    | 0     | 0    | 0     | 4  |
| 23 | Danny Meyers    | 5  | 1  | 0  | 1   | 0,2 | 0   | 1    | 0,2   | 0    | 0     | 4  |
| 24 | Greg Chambers   | 5  | 1  | 6  | 7   | 0,2 | 1,2 | 1    | 0,2   | 0    | 0     | 4  |
| 25 | David Longstaff | 5  | 2  | 1  | 3   | 0,4 | 0,2 | 0    | 0     | 0    | 0     | 2  |
| 27 | Ben O'Connor    | 5  | 1  | 0  | 1   | 0,2 | 0   | 0    | 0     | 0    | 0     | 0  |
| -- | --------------- | -- | -- | -- | --- | --- | --- | ---- | ----- | ---- | ----- | -- |